# 新しい波8
『新しい波8』（あたらしいなみはち）は、2000年4月から2001年3月までフジテレビで放送されていた深夜バラエティ番組である。ネタ見せ番組でもある。通称「なみはち」。

## 概要
本番組の前身は、1992年から1993年まで放送された『新しい波』。ナインティナイン、極楽とんぼ、よゐこ、オアシズなどを輩出した番組にあやかり、次世代お笑い芸人の発掘をコンセプトとする。
タイトルの「8」は『新しい波』の8年後・フジテレビの8チャンネルという意味のほかに、「お笑い8年周期説」の意味も込められている。ビートたけし、明石家さんま、ダウンタウン、ナインティナインと時代を代表する芸人が年齢差8歳ごとに現れていることから、ナインティナインに次ぐスターが今の若手から現れるという期待を強く打ち出した。
8年後の2008年には『新しい波16』が制作された。

## 出演者
- 司会
  - 香取慎吾（SMAP）
- 若手芸人
  - 放送リスト参照

## 内容
原則として毎回1組の若手芸人が出演。芸人を選抜するため全国的に大規模なオーディションが行われた。無名の芸人が主役になり30分間ネタを上演できる夢のような番組であったが、負担も大きく、リハーサル室に数日間軟禁状態でネタ作りをさせられたという逸話が残っている。
番組では香取と芸人のトークもある。またスタジオに招かれた観客の中には毎回何故か体格の大きい女性が混ざっており、客席でオープニングトークする香取が「どすこーい」と女性の背中を突くのが恒例となっていた。
番組終了前に出演者の中からキングコング・ロバート・ドランクドラゴン・北陽・インパルスが選抜され、この5組を主役とした後続番組『はねるのトびら』が決定した。司会者の香取は同世代の芸人を率いてお笑い番組を持つのが夢だったが、若手芸人の飛躍のためにという理由で番組の最終回にスタッフからクビを宣告された。また、ディレクターを務めた近藤真広によれば、事前にレギュラーを選抜する際に「ある程度やりたい形や方向性が見える芸歴の長い芸人たち（品川庄司・おぎやはぎなど）」と「まだ形や方向性が見えないフレッシュな若手たち（上述の5組）」の2択に絞られたが、最終的には「若い方が可能性があるのでは」との思いから後者を選抜したという。因みに唯一この2択のどちらにも候補として入っていたのがドランクドラゴンだった事も後に明かされている。
なお、出場した芸人の最年長はドランクドラゴンの塚地武雅とおぎやはぎ（放送当時29歳）で、最年少並びにデビュー最短者はキングコング（放送当時20歳）である。

### 後日談
2003年12月に香取が『はねるのトびら』にゲスト出演した。また翌年（2004年）の27時間テレビでもはねるのトびらメンバーと共演。さらに2006年12月の『SMAP×SMAP』のコーナー「BISTRO SMAP」でも3たび共演している。2011年10周年スペシャル2では当時の様子も放送し、ダイタイソーに参戦した。香取は都度「自分もはねトびメンバーだ」と主張している。

## 放送リスト
- （放送日）：（出演芸人）
- 2000年4月14日：番組紹介
- 2000年4月21日：アップダウン
- 2000年4月28日：エレキコミック
- 2000年5月5日：ロバート
- 2000年5月12日：品川庄司
- 2000年5月19日：フットボールアワー
- 2000年5月26日：自転車こぐよ
- 2000年6月2日：レイザーラモン
- 2000年6月9日：ドランクドラゴン
- 2000年6月16日：松田大輔/佐久間一行
- 2000年6月23日：ビーム
- 2000年6月30日：ザブングル
- 2000年7月14日：北陽
- 2000年7月21日：ダイノジ/おぎやはぎ
- 2000年7月28日：ツインカム
- 2000年8月4日：シャカ
- 2000年8月11日：キングコング
- 2000年8月18日：森三中
- 2000年8月25日：夏休み未公開映像スペシャル
- 2000年9月1日：チュートリアル
- 2000年9月8日：シュガーライフ
- 2000年9月15日：レッドキング/私を抱いてそしてキスして
- 2000年9月22日：西岡すみこ/青木さやか/岸本麻衣
- 2000年10月27日：カリカ
- 2000年11月17日：5GAP/劇団ひとり
- 2000年12月1日：インパルス
- 2000年12月15日：ホリ/爆烈Q/ソロモンテ
- 2001年1月12日：ピッタンコ
- 2001年1月26日：たかしひでき/なかやまきんに君
- 2001年2月9日：ニブンノゴ!
- 2001年2月23日：ヤツる/チョップリン
- 2001年3月9日：ノンストップバス
- 2001年3月23日：ハローバイバイ
- 2001年3月30日：選抜スペシャル（キングコング/ロバート/ドランクドラゴン/北陽/インパルス/アップダウン/佐久間一行/ザブングル）

## スタッフ
［波8組］
- TD：藤本敏行
- SW：辻稔
- カメラ：宮崎健司
- VE：高木稔
- 音声：高橋幸則
- 照明：安藤雄郎（FLT）
- 音響効果：松長芳樹
- 編集：神保和則（パッチワーク）
- MA：民幸之助（IMAGICA）
- 美術制作：小須田和彦
- デザイン：桐山三千代
- 美術進行：石川利久
- 大道具：毛利彰
- アクリル装飾：早川崇
- 視覚効果：山ノ内健
- 装飾：岡田寿也
- 持道具：森知美
- 衣裳：中山美和
- メイク：望野智美
- かつら：今井奈緒子
- 特殊装置：福田隆正
- 広報：矢崎かおり
- タイトル題字：香取慎吾
- 技術協力：ニユーテレス、スウィッシュ・ジャパン
- ディレクター：近藤真広、明松功、小仲正重、中嶋優一
- プロデューサー：徳光芳文
- 総指揮：片岡飛鳥
- 制作：フジテレビ制作2部
- 制作著作：フジテレビ